# Gerald Stano
Gerald Eugene Stano (12 de septiembre de 1951-23 de marzo de 1998) fue un asesino en serie estadounidense al que se le imputaron más de cuarenta víctimas.

## Biografía
Stano nació en Florida en 1951 pero fue hijo adoptado. Desde su infancia, sufrió persistentes problemas en el colegio, lo que provocó su fracaso escolar. Después de unos años en la academia militar de Virginia, se graduó finalmente en la Universidad de Daytona Beach y, posteriormente, después de mudarse con sus padres a Ormond Beach, Florida, Se graduó y comenzó a trabajar en un hospital local, pero poco después fue despedido por robar dinero de sus compañeros de trabajo. Después de mudarse con sus padres a Ormond Beach, Florida, él estaba cambiando de trabajo, uno tras otro, en su mayoría despedidos por robar dinero o por llegar tarde, iría trabajar con su padre adoptivo en una gasolinera, aunque también trabajó como cocinero y camarero. Aunque se interesó por las mujeres, todas ellas lo rechazaron por lo que Stano aumentó su resentimiento hacia ellas. Según comentaba el propio Stano, algunas «se rieron en sus narices».
Así, las primeras víctimas del asesino fueron en Nueva Jersey en 1969. Posteriormente, se dirigió a Pensilvania donde acabó con la vida de una docena de chicas y, finalmente, volvería a su Florida natal, donde creó una oleada de pánico en el estado al acabar con otras 33 vidas entre 1973 y 1980. Absolutamente devoto de su perversa obsesión, Stano prefería prostitutas y autoestopistas, aunque una de sus víctimas sería una cheerleader. Sus edades oscilaban entre los 13 años hasta los 30 y sus armas eran variadas pasando por el disparo, el apuñalamiento o, incluso, la estrangulación. De todas maneras, ninguna de ellas sufrió abusos sexuales ya que Stano tenía suficiente con el simple acto del asesinato.
Las fechorías de Stano acabaron en 1980, cuando fue arrestado porque una víctima escapó milagrosamente de las manos del asesino en Daytona Beach. Ya apresado, Stano confesó en unas declaraciones maratónicas. Los policías pudieron achacarle veinticuatro víctimas tan solo en Florida. En diciembre de 1983, Stano dio detalles exhaustivos de 41 asesinatos. Su novena condena, por el asesinato de la chica de 17 años en Port Orange, le valió la sentencia a pena de muerte en silla eléctrica, pena que fue cumplida el 2 de junio de 1998.